# Videgrenstjärnarna (Kalls socken, Jämtland, 706973-133582)
Videgrenstjärnarna är en sjö i Åre kommun i Jämtland och ingår i Indalsälvens huvudavrinningsområde.